# Václav Jícha
Václav Jícha, křtěný Václav Alois (22. listopadu 1874 Bystřice nad Pernštejnem – 30. června 1950 Bystřice nad Pernštejnem) byl český malíř a pedagog. Působil v 1. polovině 20. století a věnoval se zejména zachycování přírodních a venkovských scenérií. Jícha patřil mezi nejlepší české akvarelisty a jeho dílo zůstává do jisté míry nedoceněno a ne zcela zmapováno.

## Životopis
Narodil se roku 1874 v Bystřici nad Pernštejnem jako syn učitele Václava Jíchy a jeho ženy Františky rodem Němcové z Fryšavy. V letech 1886 až 1890 navštěvoval měšťanskou školu v Novém Městě na Moravě a v letech 1890–1894 studoval na Českém učitelském ústavu v Brně, kde věnoval veškerý svůj volný čas hudbě, pod vlivem zde působícího Leoše Janáčka. V roce 1894 se oženil se svou studentskou láskou, která ale v následujícím roce zemřela. Snad kvůli této bolestivé ztrátě se Jícha začal častěji vracet do kraje, odkud pocházel. Právě ve Fryšavě na Českomoravské vrchovině, v rodném městě své matky, se podruhé oženil, a to s Josefou Jílkovou ze starého selského horáckého rodu. Měli spolu devět dětí– pět dcer a čtyři syny.
Následně došlo k prudké změně Jíchových zájmů. Nedá se říci, že by na hudbu zanevřel, nicméně stále více se věnoval kresbě. Byl pevně rozhodnut zdokonalit svůj kreslířský talent a stát se malířem. Hlavním důvodem této změny byl nepochybně návrat do krajiny, ve které vyrůstal, nyní ji začal vnímat daleko silněji a hlouběji. Druhým důvodem byl možný vliv strýce Aloise Němce, který v sobě měl také výrazné umělecké nadání.
Během první světové války byl povolán do armády, nejprve sloužil v Brně a v roce 1916 byl převelen na srbskou frontu a do Sarajeva. Po odchodu do penze (1929) se však přestěhoval zpět na Fryšavu pod Žákovou Horou, kde až do své smrti žil a tvořil. Zemřel 30. června 1950 a je pochován na fryšavském hřbitově.

## Umělecké dílo a tvorba
Na počátku svého tvůrčího vývoje usiloval o vyrovnání kresby a malby. Tento souboj dokazují početné studie daných scenérií, kdy pro zdokonalení své techniky a vytvoření vytouženého výsledku využíval tentýž motiv několikrát. V rámci samostudia dojížděl pro inspiraci do Brna a do Vídně. Cítil a věděl, co chce malovat, avšak chtěl důkladně prozkoumat, jak nejlépe vytouženého výsledku dosáhnout. Právě v Brně byl roce 1900 založen Klub přátel umění, což poskytlo Jíchovi perfektní příležitost pro navázání známostí se současnými moravskými výtvarníky.
V roce 1900 navštívil ve Vídni výstavu krajin, kterou z Francie přivezl dnes slavný český impresionista Václav Radimský, tehdy žijící ve Francii. V tu dobu se Jícha také seznámil s pražským sdružením Mánes, utvrdil se ve svých názorech a uvědomil si, že výhradně v přírodě lze najít tu nejspolehlivější učitelku každého pravého umění.
První samostatná výstava, utvořená ze sto padesáti jeho akvarelů, se uskutečnila v Jemnici, jeho tehdejším působišti. Podle názvů obrazů bylo na první pohled jasné, že se jedná o vyjádření láskyplného vztahu ke své domovině a krajině.
Významným okamžikem v Jíchově rozvíjejícím se uměleckém snažení bylo seznámení se s básníkem Otokarem Březinou a následně sochařem Františkem Bílkem. Ve Strážnici se seznámil také s Jožou Uprkou či Aloisem Kalvodou a dalšími moravskými umělci, z jejichž díla následně čerpal.
V roce 1908 se mu dostalo mezinárodního uznání od švýcarského hudebního a výtvarného historika Williama Rittera, který v roce 1908 Moravu navštívil. V Národních listech v článku Tři vycházky do umělecké Moravy nešetřil chválou a napsal: „Ani zdaleka jsem netušil, co mě čeká ve Strážnici, odkud jsem dostal pozvání umělců na výstavu. Opouštěl jsem ji objeviv mistra Václava Jíchu, jehož dílo se mnou opravdu otřáslo“. Slovo otřes (francouzsky sesousse) použil opět ve své studii s titulem Václav Jícha, kterou uveřejnil následujícího roku 1909 v pařížské umělecké revui L'Art et les Artistes (ročník 5, číslo 51) včetně několika reprodukcí Jíchových akvarelů.
Pro Jíchu tak nastalo velmi rušné období – vystavoval nejen doma v Chrudimi, Brně, Olomouci, ale i v Krakově či Vídni. Významnou byla Jíchova úspěšná výstava 80 akvarelů pořádaná v květnu 1910 v Topičově salonu na Národní třídě v Praze.
Uznávána byla jak Jíchova technika, tak i jeho barevná organizace a čistokrevnost jeho akvarelů. V jeho malbě převažoval akvarel, kvaš, pastel a barevné tužky, resp. častými byly kombinované techniky.

## Výstavy

### Autorské
- 1910 Václav Jícha: Akvarely, Topičův salon, Praha
- 1966 Václav Jícha, Horácká galerie v Novém Městě na Moravě, Nové Město na Moravě

### Kolektivní
- 1914 Výstava české grafiky, Valašské Meziříčí
- 2006-2007 Zimní krajina, Městská galerie Hasičský dům, Telč
- 2007 100. výročí založení Sdružení výtvarných umělců moravských v Hodoníně, Galerie výtvarného umění, Hodonín
- 2007-2008 100. výročí založení Sdružení výtvarných umělců moravských v Hodoníně, Záhorská galéria Jána Mudrocha, Senica
- 2012 Poklady z depozitáře II., Městské muzeum, Strážnice
- 2018 Umění Československa v období let 1918-1938, Galerie výtvarného umění v Náchodě, Náchod

## Galerie

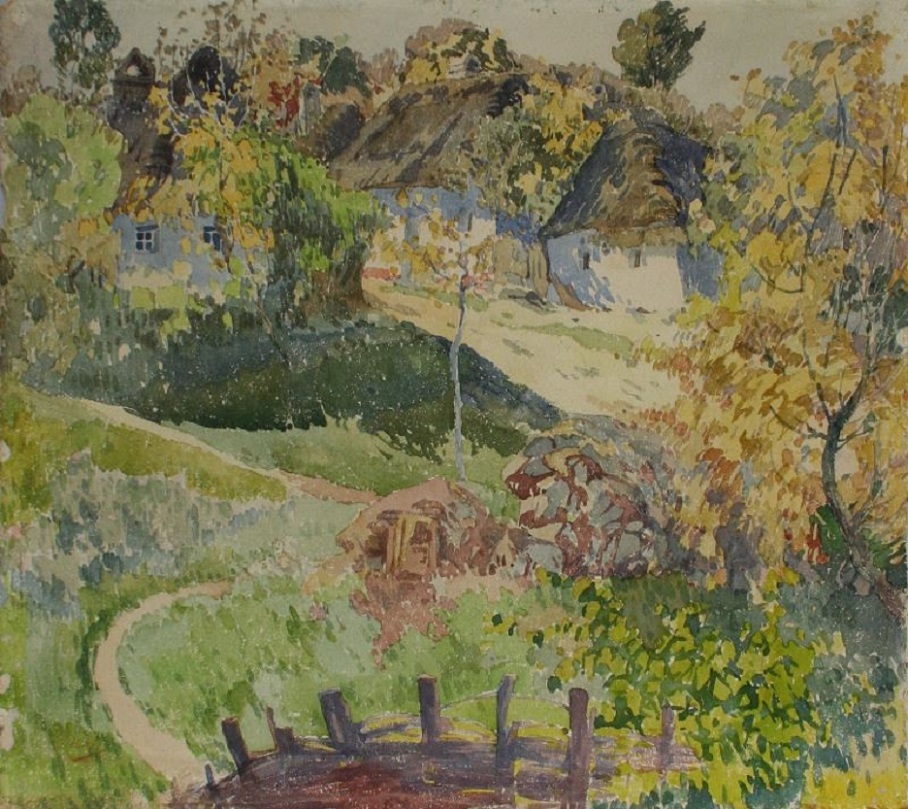
Václav Jícha Ulička v Radějově
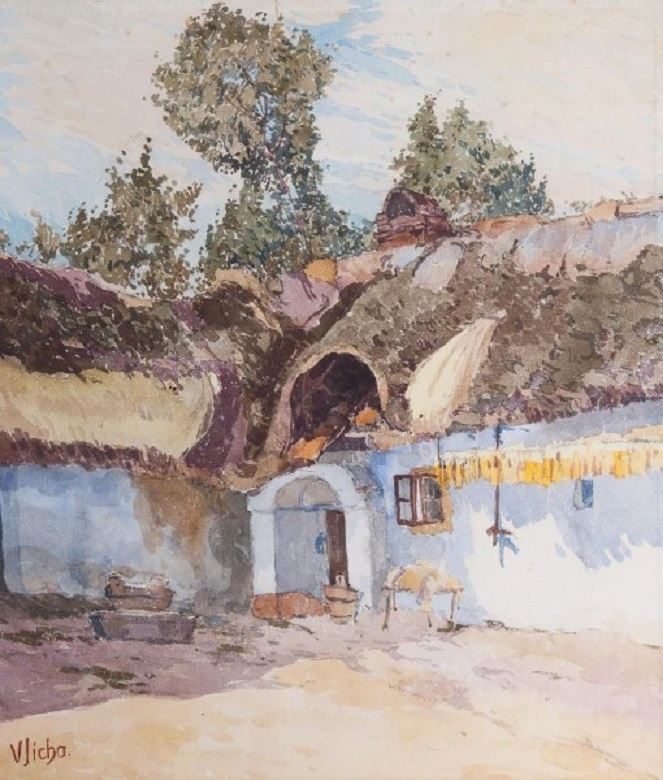
Václav Jícha Na dvoře
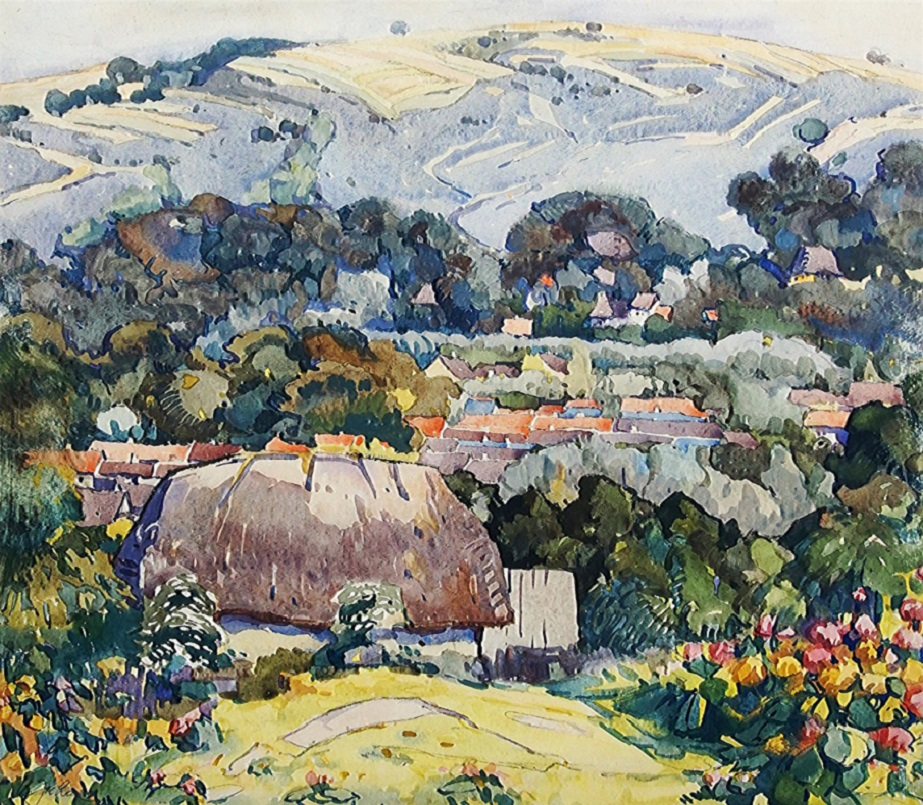
Václav Jícha Vesnička v údolí
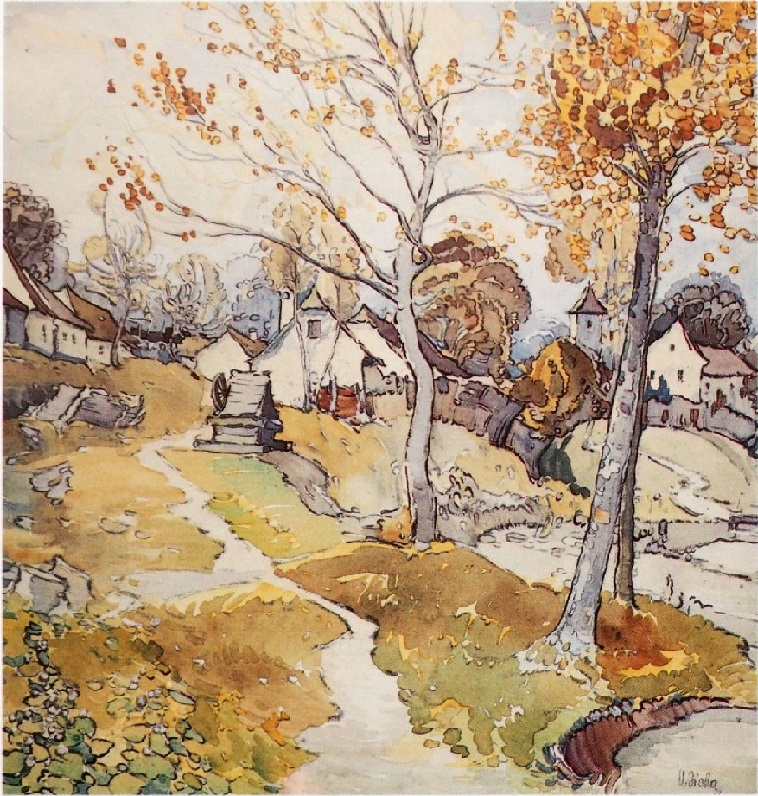
Václav Jícha Stavení mezi stromy
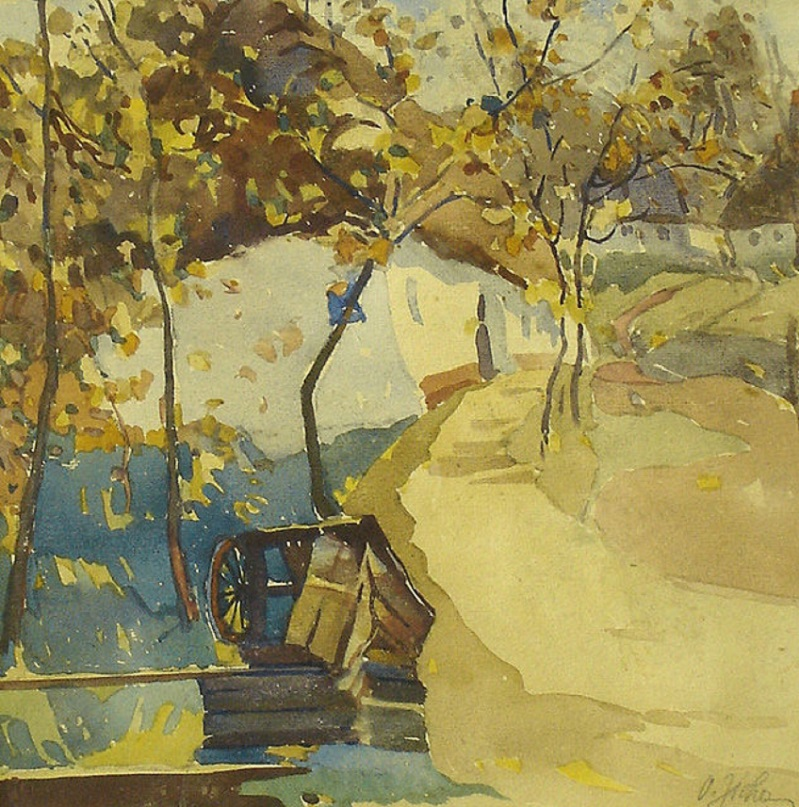
Václav Jícha Cesta k domovu
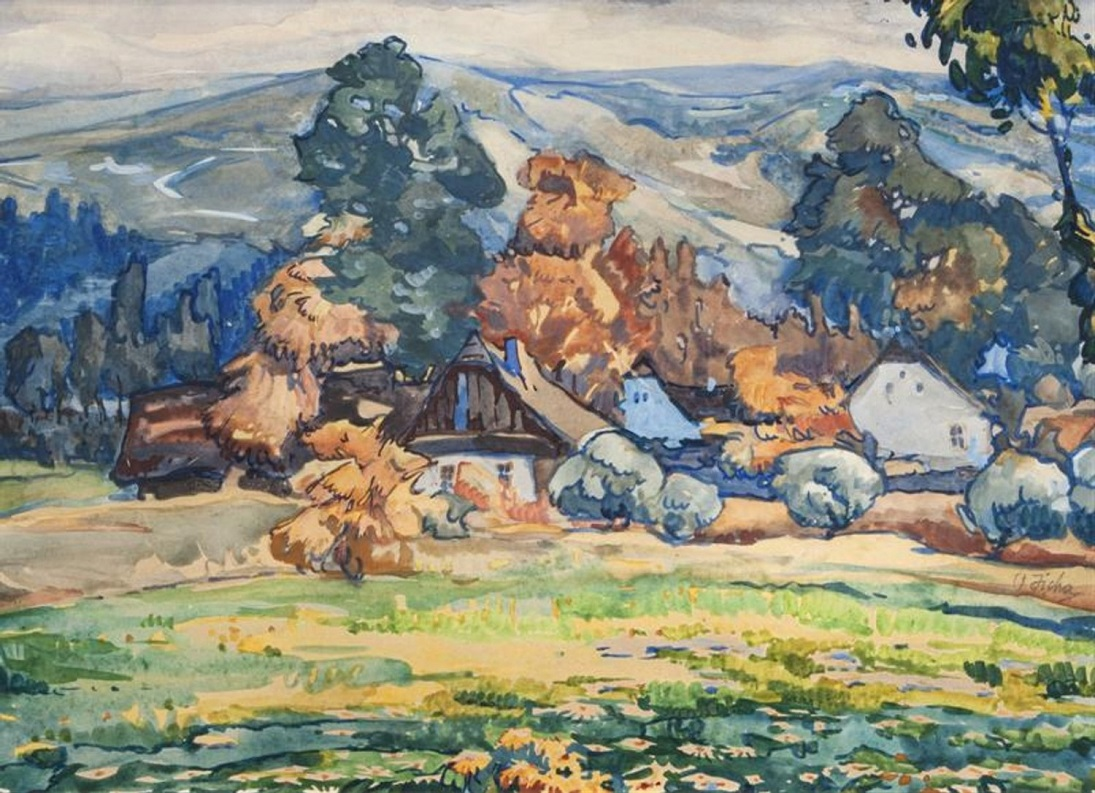
Václav Jícha Chalupy na podzim
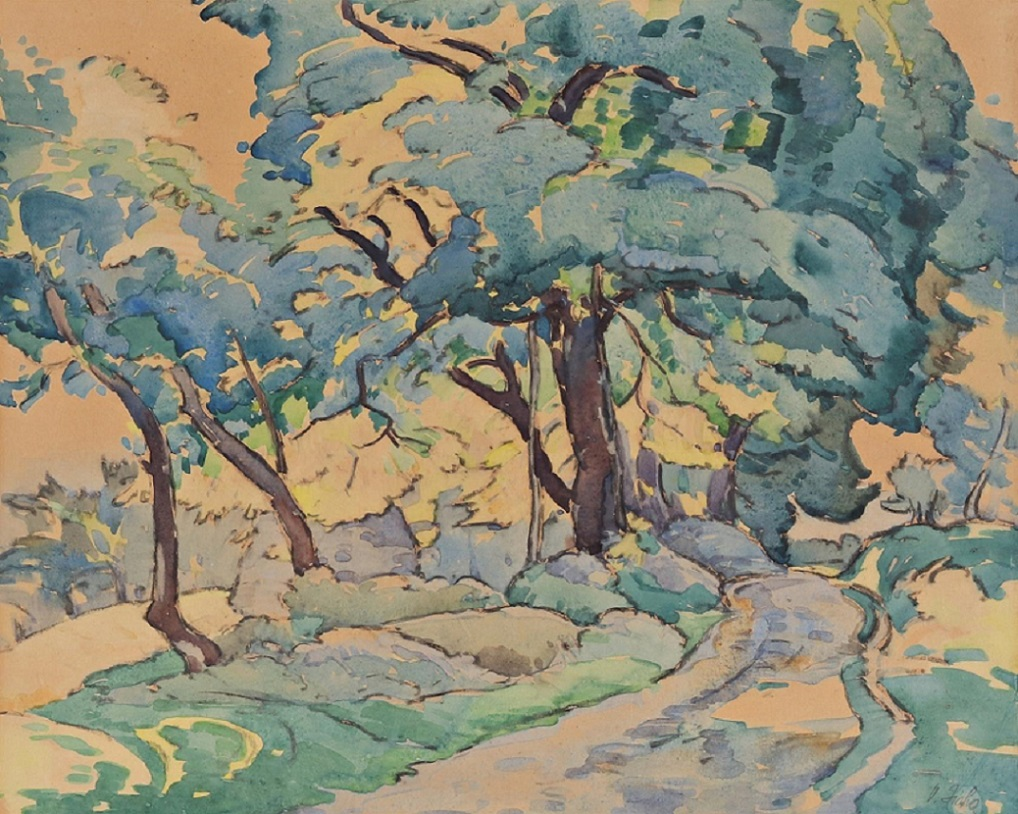
Václav Jícha Stromy u cesty
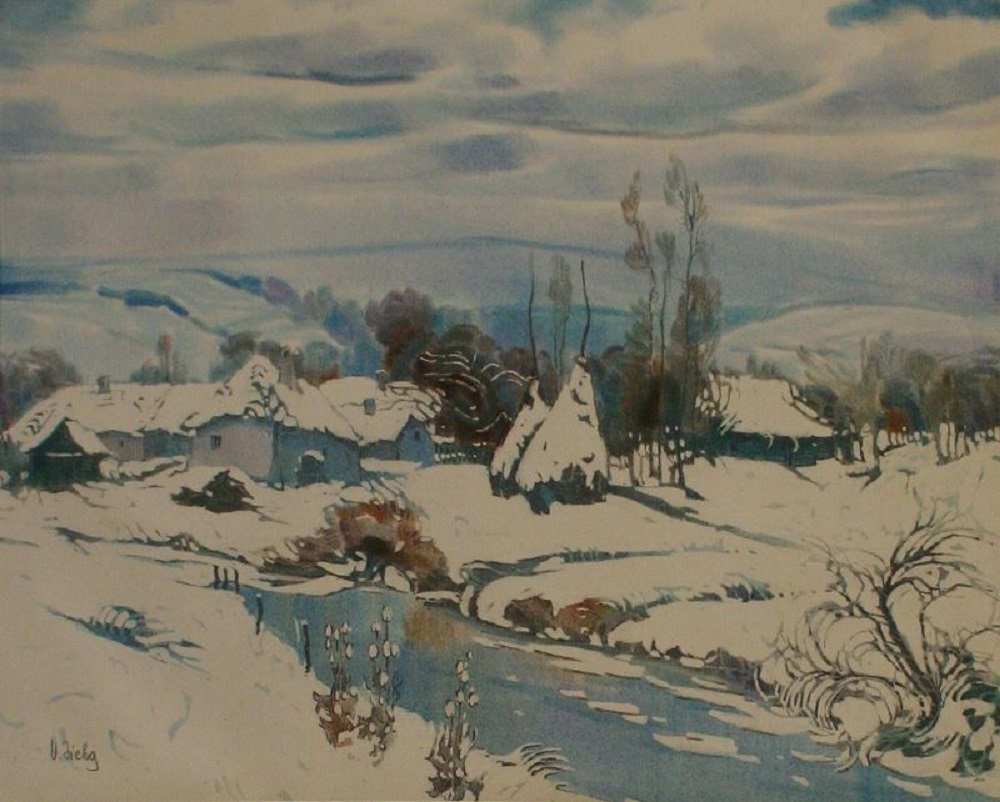
Václav Jícha Pod sněhem
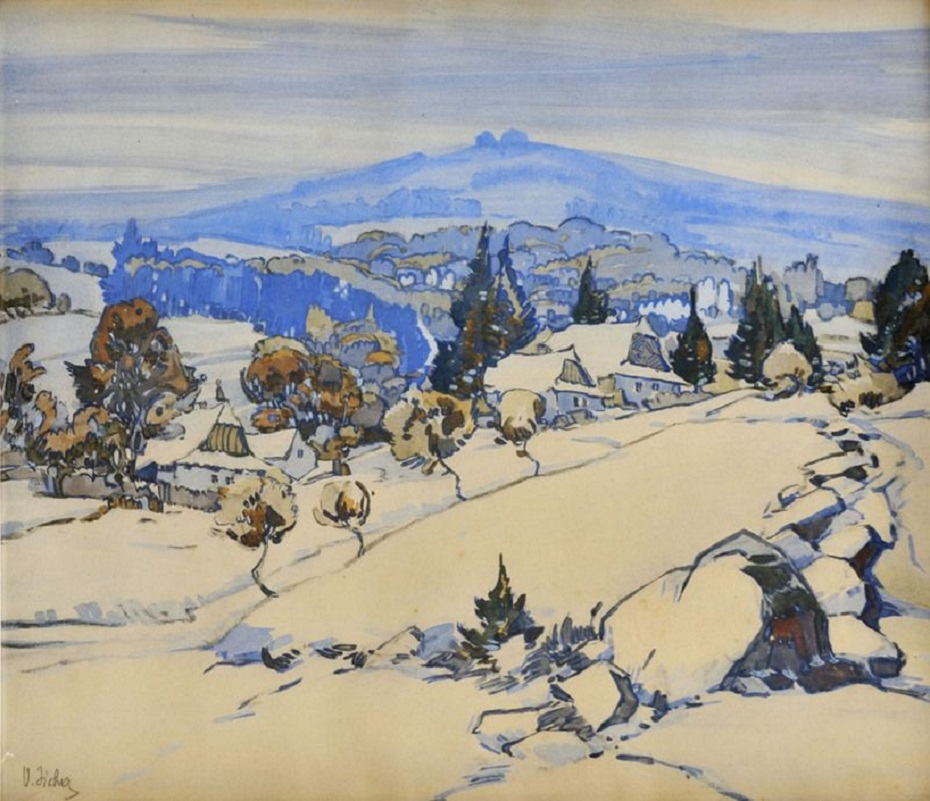
Václav Jícha Zimní krajina
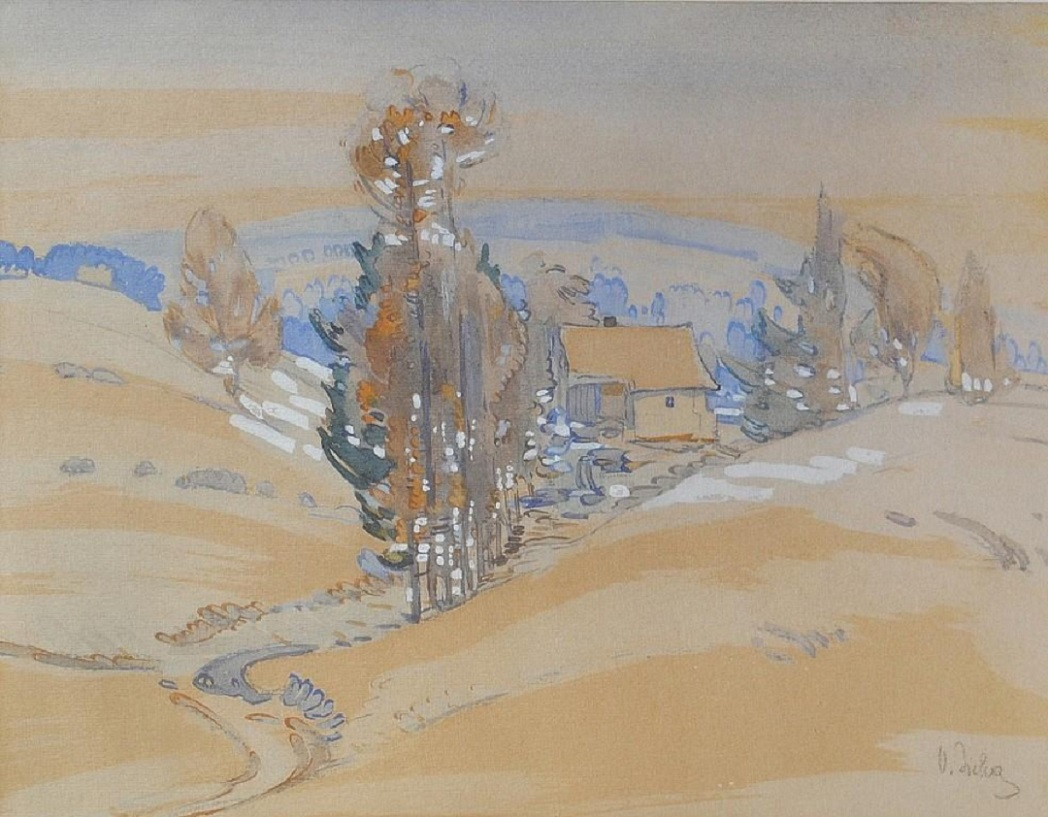
Václav Jícha Stavení v údolí
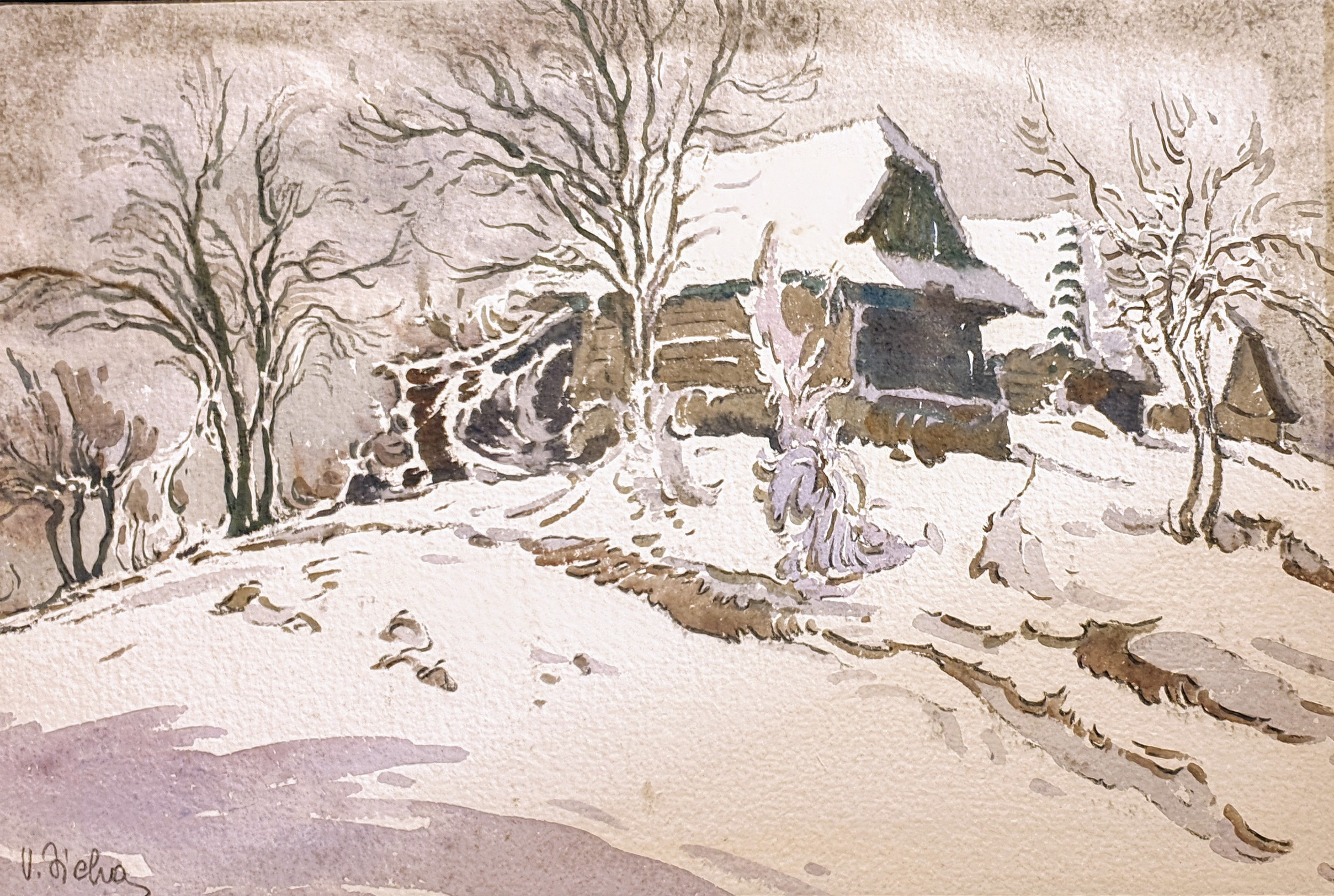
Václav Jícha Zima
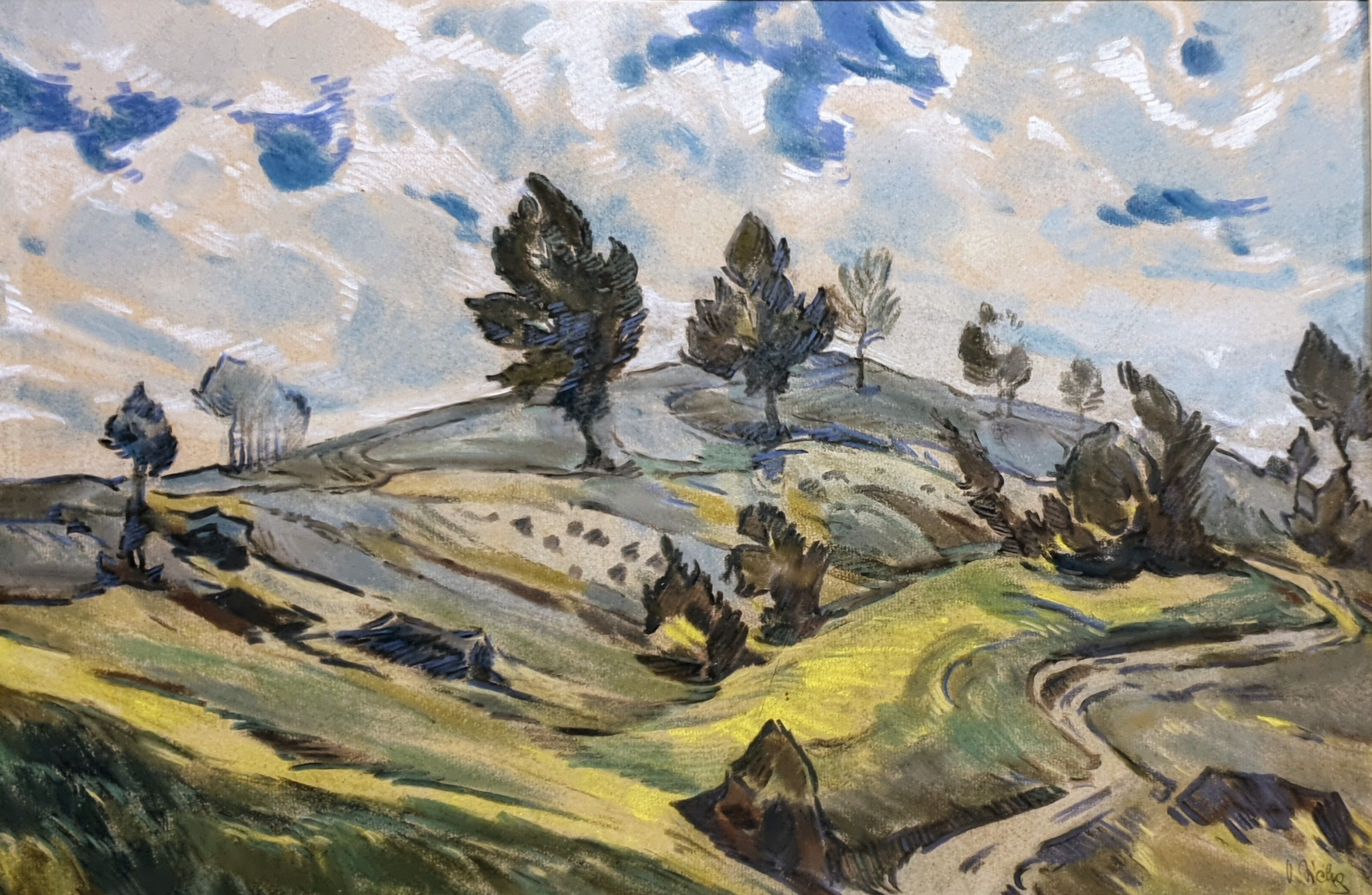
Václav Jícha Léto